# Свято кирилиці
«Свято Кирилиці» — щорічний фестиваль шрифту й каліграфії, присвячений пам'яті просвітителів Кирила й Мефодія. Відбувається в Харківській державній академії дизайну та мистецтв в двадцятих числах травня. Залучає шрифтових та графічних дизайнерів, каліграфів, викладачів та мистецтвознавців зі слов'янських країн, головним чином з України та Росії.